# (2796) Kron
(2796) Kron est un astéroïde de la ceinture principale.

## Description
(2796) Kron est un astéroïde de la ceinture principale. Il fut découvert le 13 mars 1980 à la station Anderson Mesa par Edward L. G. Bowell. Il présente une orbite caractérisée par un demi-grand axe de 2,64 UA, une excentricité de 0,11 et une inclinaison de 14,0° par rapport à l'écliptique.

## Compléments